# Menhir de Bourg-Jardin
Le menhir de Bourg-Jardin, appelé aussi menhir le Roi, ou roi des Menhirs, ou encore menhir du Camp de César est un menhir situé à Avrillé, dans le département français de la Vendée.

## Historique
Il est mentionné dès 1762 dans une description d'Anne-Claude-Philippe de Caylus qui signale qu'il appartient à un groupe de trois menhirs disposés en triangle, ayant donné son nom à l’auberge voisine, l’Auberge des trois Piliers, l'actuel hôtel de ville. Les trois menhirs étaient constitués dans la même pierre. Selon Caylus, le deuxième menhir aurait mesuré « cinq pieds sur sept de base et treize pieds neuf pouces de hauteur » et le troisième « trois pieds et demi sur neuf pieds de base, et treize pieds de hauteur ». Ces deux menhirs furent détruits au cours en 1823 lors de la construction d'une grande maison bourgeoise. Il existait encore un quatrième menhir, qui était situé à environ 60 m au sud, d'une hauteur d'environ 3 m mais très large, signalé pour la dernière fois en 1826.
Le menhir restant est classé au titre des monuments historiques en 1889.

## Description
Le menhir mesure 8,70 m de hauteur, dont 7 m hors-sol, ce qui en fait le plus haut menhir de Vendée et l'un des plus importants au sud de la Loire. C'est un bloc monolithique en granite dont le poids est estimé à environ 85 t. Les traces des encoches qui ont permis l'extraction du bloc sont encore visibles.

## Folklore
En 1780, un érudit local affirma que le menhir avait été érigé par les Romains pour servir de repère à la flotte de César lors de la conquête de la Gaule, d'où lui est resté l'un de ses nombreux noms, « menhir du Camp de César ».
Selon la tradition, Georges Clemenceau, en visite chez la famille Gillaizeau, qui était alors propriétaire de l'actuelle mairie, voulut savoir à quelle profondeur le menhir était enterré. Le propriétaire demanda alors à ses métayers de creuser une tranchée durant la nuit et put lui annoncer à son réveil « 1,70 m Monsieur Clemenceau ».